# WrestleMania 2
WrestleMania 2 foi o segundo evento de luta livre profissional WrestleMania produzido pela World Wrestling Federation (WWF) e transmitido em formato pay-per-view (embora o primeiro WrestleMania foi transmitido em pay-per-view apenas em áreas selecionadas). Aconteceu em 7 de abril de 1986, fazendo deste o único WrestleMania a não acontecer em um domingo. O evento foi realizado em três arenas distintas: no Nassau Veterans Memorial Coliseum em Uniondale, Nova Iorque, no Rosemont Horizon em Rosemont, Illinois e no Los Angeles Memorial Sports Arena em Los Angeles, Califórnia.
Como no primeiro  WrestleMania, as lutas foram exibidas no circuito fechado de televisão ao redor da América do Norte. O evento também foi o primeiro WrestleMania a ser transmitido no mercado nacional de pay-per-views. Os comentaristas foram Vince McMahon e Susan Saint James em Nova Iorque, Gorilla Monsoon, Gene Okerlund e Cathy Lee Crosby em Chicago e Jesse Ventura, Alfred Hayes e Elvira em Los Angeles. Os anunciadores de ringue foram Howard Finkel (Nova Iorque), Chet Coppock (Chicago) e Lee Marshall (Los Angeles).
Cada arena teve uma luta de evento principal e um undercard. Os respectivos eventos principais foram uma luta de boxe entre Mr. T e Roddy Piper em Uniondale, uma battle royal envolvendo os lutadores da WWF e jogadores da NFL em Chicago e uma luta em uma jaula de aço entre o campeão da WWF Hulk Hogan contra King Kong Bundy pelo título em Los Angeles.

## Resultados
| Resultados do Nassau Coliseum | Resultados do Nassau Coliseum | Resultados do Nassau Coliseum | Resultados do Nassau Coliseum |
| ----------------------------- | ----------------------------- | ----------------------------- | ----------------------------- |

| Nº                                          | Resultados                                                                                                  | Estipulações                                            | Tempo |
| ------------------------------------------- | --- | ------------------------------------------------------- | ----- |
| 1                                           | Paul Orndorff vs. The Magnificent Muraco (com Mr. Fuji) acabou em dupla contagem                            | Luta individual                                         | 4:10  |
| 2                                           | Randy Savage (c) (com Miss Elizabeth) derrotou George Steele                                                | Luta individual pelo Campeonato Intercontinental da WWF | 5:10  |
| 3                                           | Jake Roberts derrotou George Wells                                                                          | Luta individual                                         | 3:15  |
| 4                                           | Mr. T (com Joe Frazier e The Haiti Kid) derrotou Roddy Piper (com Bob Orton e Lou Duva) por desqualificação | Luta de boxe                                            | 13:14 |
| (c) – Refere-se aos campeões antes da luta. | |                                                         |       |

| Resultados do Rosemont Horizon | Resultados do Rosemont Horizon | Resultados do Rosemont Horizon | Resultados do Rosemont Horizon |
| ------------------------------ | ------------------------------ | ------------------------------ | ------------------------------ |

| Nº                                          | Resultados | Estipulações                                    |       |
| ------------------------------------------- | --- | ----------------------------------------------- | ----- |
| 5                                           | The Fabulous Moolah (c) derrotou Velvet McIntyre | Luta individual pelo Campeonato feminino da WWF | 1:25  |
| 6                                           | Corporal Kirchner derrotou Nikolai Volkoff (com Freddie Blassie) | Luta de bandeiras                               | 2:05  |
| 7                                           | André the Giant venceu ao eliminar por último Bret Hart | Battle royal WWF vs. NFL                        | 9:13  |
| 8                                           | The British Bulldogs (Davey Boy Smith e Dynamite Kid) (com Ozzy Osbourne e Lou Albano) derrotaram The Dream Team (Greg Valentine e Brutus Beefcake) (c) (com Johnny Valiant) | Luta de duplas pelo Campeonato de Duplas da WWF | 13:03 |
| (c) – Refere-se aos campeões antes da luta. | |                                                 |       |

| Resultados do Los Angeles Memorial Sports Arena | Resultados do Los Angeles Memorial Sports Arena | Resultados do Los Angeles Memorial Sports Arena | Resultados do Los Angeles Memorial Sports Arena |
| ----------------------------------------------- | ----------------------------------------------- | ----------------------------------------------- | ----------------------------------------------- |

| Nº                                          | Resultados                                                                         | Estipulações                                                                            |       |
| ------------------------------------------- | ---------------------------------------------------------------------------------- | --------------------------------------------------------------------------------------- | ----- |
| 9                                           | Ricky Steamboat derrotou Hercules Hernandez                                        | Luta individual                                                                         | 7:27  |
| 10                                          | Adrian Adonis (com Jimmy Hart) derrotou Uncle Elmer                                | Luta individual                                                                         | 3:01  |
| 11                                          | Terry Funk e Hoss Funk (com Jimmy Hart) derrotaram The Junkyard Dog e Tito Santana | Luta de duplas                                                                          | 11:42 |
| 12                                          | Hulk Hogan (c) derrotou King Kong Bundy (com Bobby Heenan)                         | Luta em uma jaula de aço pelo Campeonato da WWF com Robert Conrad como árbitro especial | 10:15 |
| (c) – Refere-se aos campeões antes da luta. |                                                                                    |                                                                                         |       |

### Battle Royal
| Eliminação | Participante     | Afiliação | Eliminado por                           | Tempo |
| ---------- | ---------------- | --------- | --------------------------------------- | ----- |
| 1          | Jimbo Covert     | NFL       | Bill Fralic e King Tonga                | 00:54 |
| 2          | King Tonga       | WWF       | Bill Fralic e B. Brian Blair            | 00:54 |
| 3          | Ernie Holmes     | NFL       | Bruno Sammartino                        | 01:43 |
| 4          | Jim Brunzell     | WWF       | Jim Neidhart, Bret Hart e Pedro Morales | 02:32 |
| 5          | Tony Atlas       | WWF       | William Perry                           | 02:56 |
| 6          | Harvey Martin    | NFL       | Pedro Morales                           | 03:48 |
| 7          | Pedro Morales    | WWF       | Harvey Martin                           | 03:48 |
| 8          | Ted Arcidi       | WWF       | Hillbilly Jim, Blair e Dan Spivey       | 04:20 |
| 9          | Dan Spivey       | WWF       | The Iron Sheik                          | 04:35 |
| 10         | Hillbilly Jim    | WWF       | The Iron Sheik                          | 04:45 |
| 11         | B. Brian Blair   | WWF       | The Iron Sheik                          | 04:46 |
| 12         | Bill Fralic      | NFL       | Big John Studd e The Iron Sheik         | 05:12 |
| 13         | The Iron Sheik   | WWF       | Bruno Sammartino                        | 05:22 |
| 14         | Bruno Sammartino | WWF       | Big John Studd                          | 05:51 |
| 15         | William Perry    | NFL       | Big John Studd                          | 06:29 |
| 16         | Big John Studd   | WWF       | William Perry                           | 06:50 |
| 17         | Russ Francis     | NFL       | Bret Hart e Jim Neidhart                | 07:50 |
| 18         | Jim Neidhart     | WWF       | André the Giant                         | 08:57 |
| 19         | Bret Hart        | WWF       | André the Giant                         | 09:09 |
| Vencedor   | André the Giant  | WWF       | Vencedor                                | 09:09 |

## Celebridades

### Nova Iorque
- Cab Calloway - juiz convidado para o evento principal
- Darryl Dawkins - juiz convidado para o evento principal
- G. Gordon Liddy - juiz convidado para o evento principal
- Herb - time keeper convidado para o evento principal
- Joan Rivers - apresentador de ringue convidado para o evento principal
- "Smokin'" Joe Frazier - No canto de Mr. T para o evento principal
- Lou Duva - No canto de Roddy Piper para o evento principal
- Mr. T - defrontou Roddy Piper no evento principal
- Ray Charles - cantou "America the Beautiful"
- Susan St. James - forneceu comentários

### Chicago
- Bill Fralic - participou no evento principal
- Cathy Lee Crosby - forneceu comentários
- Clara Peller - time keeper convidada para o evento principal
- Dick Butkus - supervisor convidado para o evento principal
- Ed "Too Tall" Jones - supervisor convidado para o evento principal
- Ernie Holmes - participou no evento principal
- Harvey Martin - participou no evento principal
- Jim Covert - participou no evento principal
- Ozzy Osbourne - acompanhou os British Bulldogs até ao ringue para o combate pelo Tag Team Championship
- Russ Francis - participou no evento principal
- William "Refrigerator" Perry - participou no evento principal
- Chet Coppock - apresentador de ringue

### Los Angeles
- Elvira - forneceu comentários
- Ricky Schroeder - time keeper convidada para o evento principal
- Robert Conrad - supervisor convidado para o evento principal
- Tommy Lasorda - apresentador de ringue convidado para o evento principal

## Outros
- Comentadores: Vince McMahon (New York), Gorilla Monsoon (Chicago), Gene Okerlund (Chicago), Jesse Ventura (Los Angeles), Lord Alfred Hayes (Los Angeles)
- Anunciadores de ringue: Howard Finkel (New York), Chet Coppock (Chicago), Lee Marshall (Los Angeles)